# 皮温
皮温是巴西托坎廷斯州的一个市镇。总面积10012.666平方公里，总人口6403人，人口密度0.6人/平方公里。